# П'яве (річка)
П'яве, Піаве (італ. il Piave, вен. la Piave, лат. Plavis, словен. Piava) — італійська річка. Бере початок на схилах гори Перальба у Карнійських Альпах, біля кордону з Австрією. Перші кілометри протікає у комуні Саппада (з 2017 у Фріулі-Венеція-Джулія, до того у Венето), потім перетинає весь Венето з півночі на південь, і впадає в Адріатичне море між Венецією та Трієстом.
В Італії П'яве відома як річка, священна для Батьківщини (італ. fiume Sacro alla Patria), через історичне значення подій, що відбувалися на її берегах під час Великої війни.

## Етимологія
Назва «Плавен» або «Плабем», що з'явилася в давній історико-географічній літературі лише наприкінці VI ст., відтоді завжди була жіночого роду. Насправді «Alla Piave» постійно посилається на оригінальні грамоти та документи Найяснішої Республіки, а також на закінчення та вироки стародавнього Magistrato alle Acque, тоді як у творах венеційських письменників-гідравліків минулих століть, як і на незабрудненому діалекті населення Кадоре, Валь Беллуна, Марка Тревігіана та Венеції до середини 1920-х років також резонувало «la Piave, alla Piave, della Piave». Саме Кардуччі, здається, був першим, хто присвоїв чоловічу стать річці у своїй «Ode al Cadore», хоча пізніше це було спростовано географом Етторе Де Тоні, але замість цього чоловічий рід знову з'явився в 1918 році у Габріеле д'Аннунціо, який написав «O Libertà, італійці дарують їм сьогодні гнучкого П'яве для вашого намиста». Того ж року була створена знаменита La canzone del Piave, у якій знову вживається чоловічий рід: «П'яве спокійно й безтурботно промовив при переході / перших піхотинців двадцять четвертого травня».
Щоб усунути будь-які суперечки, Біно Санмініателлі сприяв розслідуванню. Численні респонденти: від Паоло Боселлі до Франческо д'Овідіо, від Фердінандо Мартіні до Гвідо Маццоні, від Франческо Торрака до Ренато Фучіні, підтримували жіночий рід. Але благородні зусилля тих, хто понад усе хотів захистити традицію, запізнилися, оскільки вже в 1918 році сотні тисяч офіцерів і солдатів, які по черзі стояли в гарнізоні священної річки, присвоїли їй чоловічий рід, звикнувши італійців вважати так. Саме тому під час Першої світової війни назва, яка завжди було П'ява, була «підвищена до чоловічого роду за військові заслуги», і залишається такою для Італії та для всього світу. Зараз у розмовній мові також використовується форма чоловічого роду; проте вживання жіночого роду можна зустріти серед людей похилого віку, які дуже прив'язані до цієї землі та її традицій, а також у топоніміці давньої кінцевої ділянки річки, яка зараз відповідає руслу ріки Силе біля її гирла, точна назва П'яве Веккіа.

## Географія

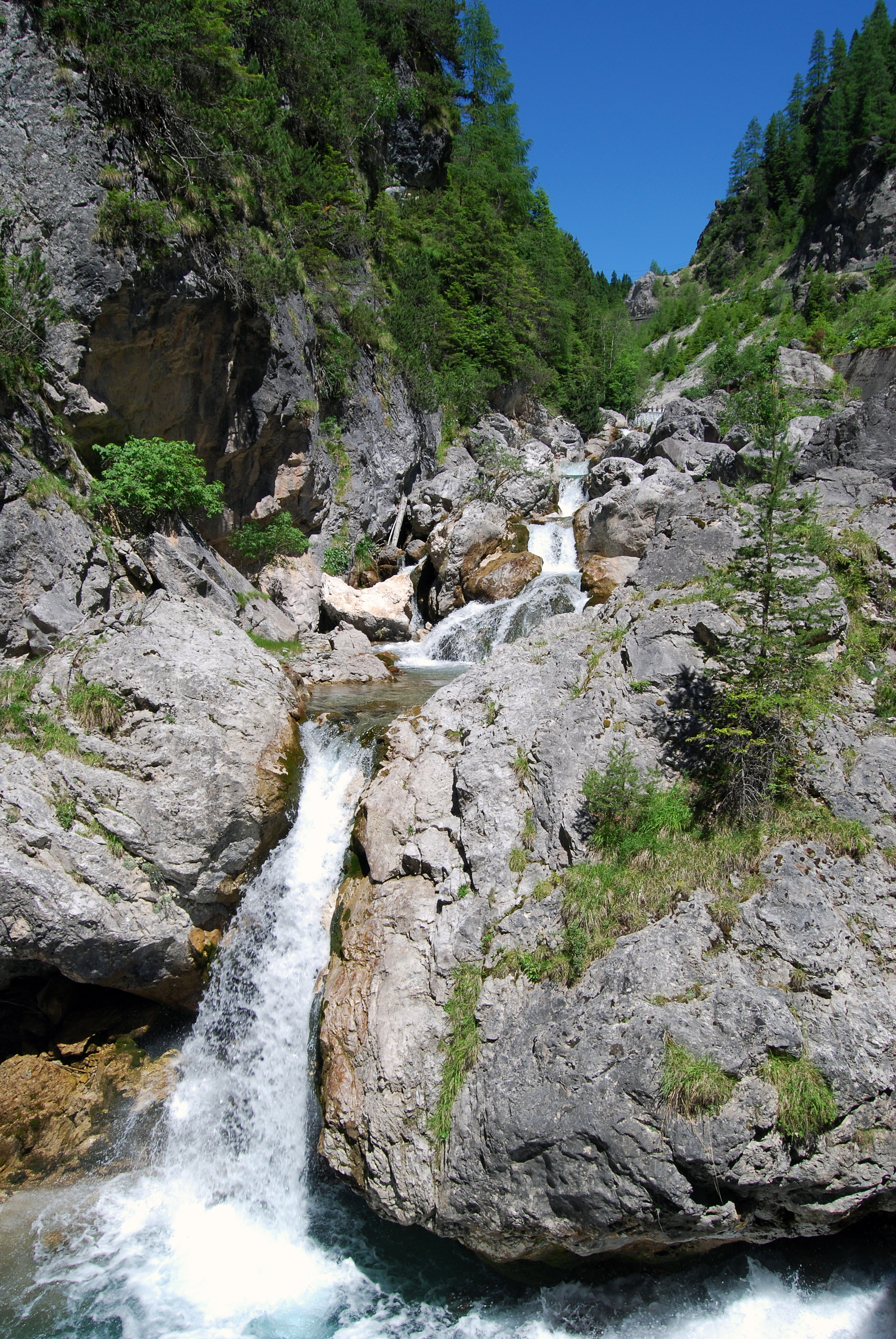
П'яве ді Вісденде, впадає в П'яве в комуні Сан-П'єтро-ді-Кадоре

Це п'ята за довжиною річка Італії серед тих, що впадають безпосередньо в море. Річка перетинає Саппада, Комеліко, Чентро Кадоре, Вальбеллуна та Венеційську рівнину в провінціях Тревізо та Венеція.
Всього за кілька кілометрів після витоку П'яве набуває значного наповнення завдяки впадінню численних струмків. Подолавши перші кілометри в південному напрямку, в Сіма Саппада річка повертає на захід, перетинає Саппаду і згодом отримує внесок важливих потоків, таких як П'яве ді Вісденде, який спускається вздовж Валь Вісденде. Пройшовши Саппада, річка потрапляє в глибоку ущелину (ущелину Акватона) і продовжує свій курс, проходячи через Пресенайо і Камполонго, де протікає потік Фрісон. Нижче за течією Санто-Стефано-ді-Кадоре в річку впадає потік Падола. Безпосередньо перед місцевістю Чима Гонья, де вона приймає Ансієй, П'яве перегороджена дамбою Комеліко в комуні Ауронцо-ді-Кадоре, утворюючи штучне водосховище.
На цьому довгому відрізку річка перетинає території комун Центро-Кадоре, Віго, Лоццо, Домедже, Калальцо та П'єве-ді-Кадоре, формуючи велике однойменне озеро, створене другою дамбою в Соттокастелло. Нижче за течією від дамби П'єве, в Перароло-ді-Кадоре, П'яве приймає води Бойте. Річка залишається у вузькій долині, яку перетинають залізниця Падуя-Калальцо та державна дорога Алеманья. Вона приймає води потоку Вальмонтіна і торкається сіл Маккієтто, Рукорво, Рівалго, Оспітале ді Кадоре, Давестра, Терміне ді Кадоре.
У Кастеллаваццо вона виходить із вузької гірської ущелини, а одразу після цього, у Лонгароне, приймає Вайонт зліва та Мае з правого боку, яка спускається з долини Зольдо. Біля Фортоньї (італ. Fortogna)вона приймає потік Десендан, а в Соверцене, де розташована одна з найважливіших гідроелектростанцій у Європі, вона перекрита першим траверсом (гребля Вайонт), щоб живити частиною свого потоку озеро Санта-Кроче та гідроелектростанції Валь-Лапісін, тому води відводяться в басейн Лівенци.

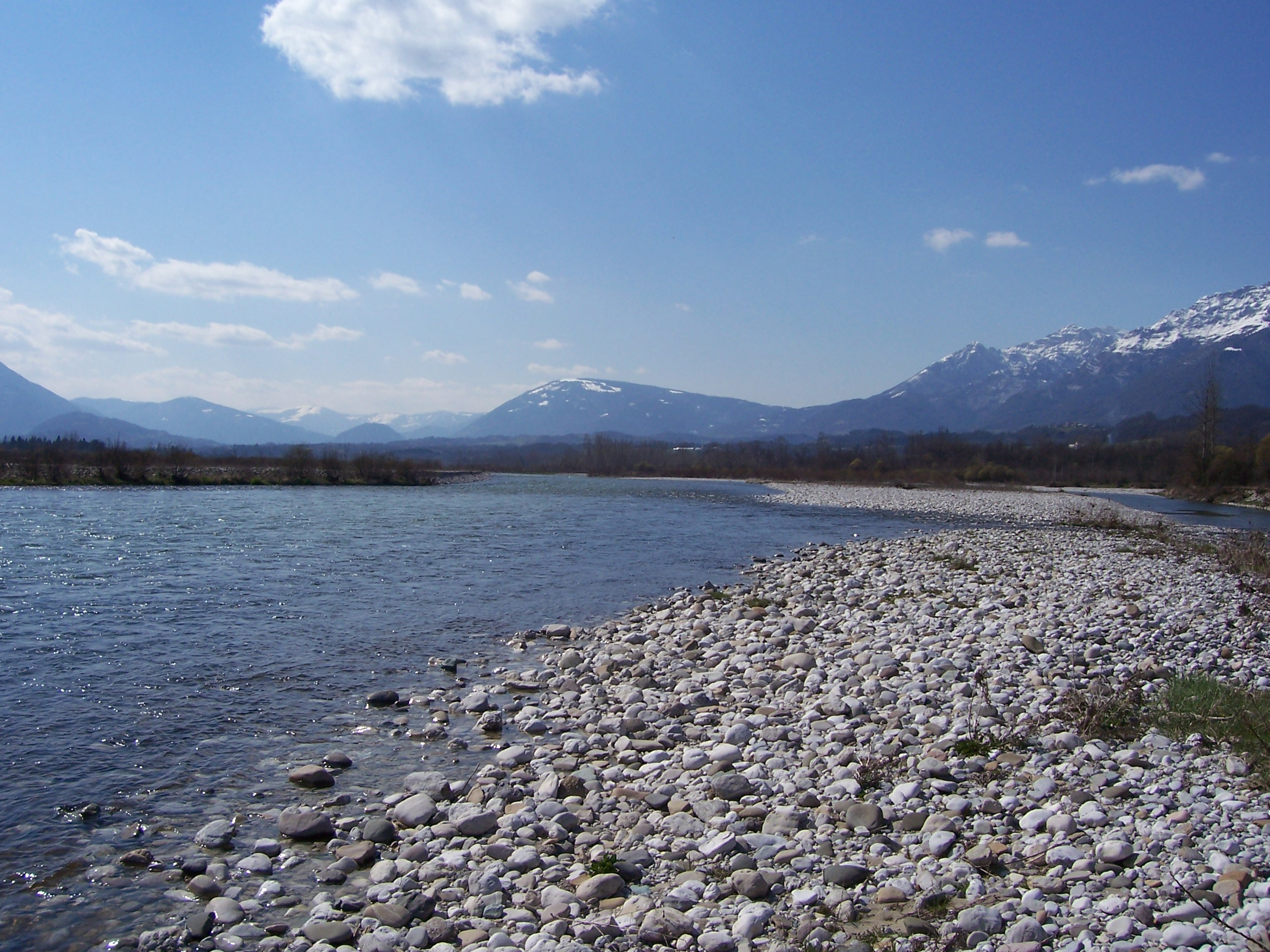
П'яве в провінції Беллуно, між комунами Мель та Санта-Джустина

Приблизно через 3 км вона приймає річку Рай, яка витікає з озера Санта-Кроче, і біля Кадоли та Понте-нелле-Альпі вона вигинається меандрами в південно-західному напрямку, входячи в широку Вальбеллуну. У Беллуно вона приймає потік Ардо і перетинає місто в Борго-П'яве. Між Беллуно і Брібано є численні проливні притоки: Чиконья, Рефос, Лімана, Туора, Ардо, Гресал. На північ від Мела вона отримує рясні води Кордеволе, що надходять із району Агордіно.
Далі, приймаючи численні притоки, такі як Весес, Рімонта та Салменега, вона продовжує свій курс до Буше, де її перекриває другий траверс біля Чезани, утворюючи однойменне озеро, а її води спрямовуються до електростанції Куеро. Далі за течією вона приймає води Каораме. Тут вона залишає Вальбеллуна, повертає на південний схід і входить у вужчу долину, вздовж якої приймає потік Сонна, який перетинає Фельтре.
Протікає через міста Марціаї, Каорера, Санзан, Карпен-Санта-Марія, Куеро-Вас, в той час як протікає в новій вузькій виїмці між Беллунськими Альпами (так звана «ущелина Куеро»), між масивом Граппа по правому берегу річки і горою Чезен ліворуч. У Сегузіно вона виходить із ущелини, а біля Фенера перегороджена третьою греблею для іригаційних цілей і живлення каналу Брентела.
Між Сегузіно та Педеробба вона залишає територію між Альпами та Передальпами, входячи в район Картьє-дель-П'яве, огинає Монтелло, Відор і у Фальце-ді-П'яве приймає свого останнього емісара, річку Соліго, яка надходить з озер Ревіне, і в Нервеза-делла-Батталья перекрита останньою греблею, щоб живити канал Вітторія, і приймає води гирла каналу Кастеллетто-Нервеса, що надходить із Соверцене. Нарешті вона виходить на Венеційську низовину. На рівнинній ділянці П'яве, втративши значну частину води через забір води, що відбувається вище за течією, часто залишається сухою у літні місяці або зводиться до сітки річечок, відновлюючи вигляд річки лише на південь від Масеради.

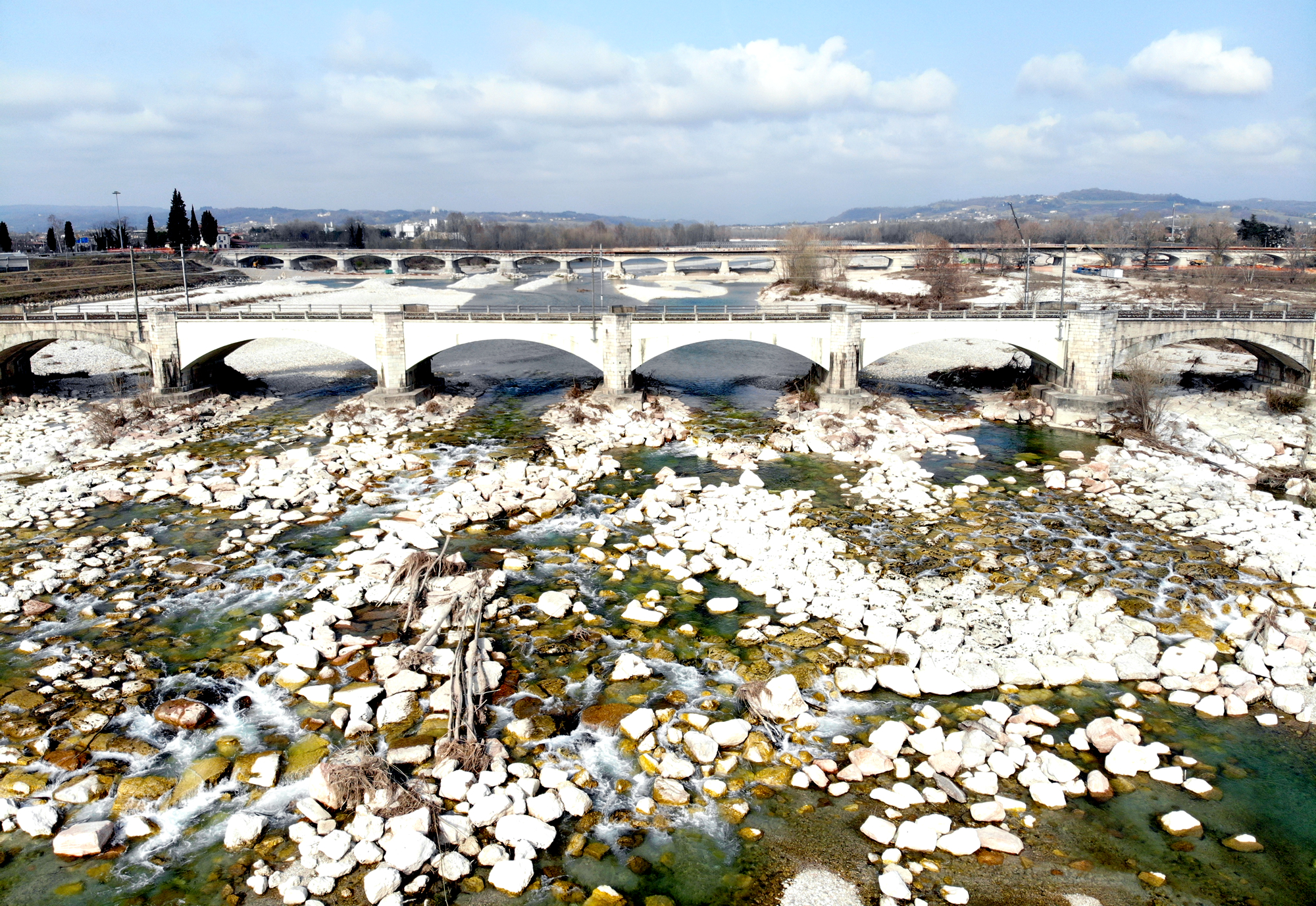
П'яве біля (комуна Сузегана), на передньому плані

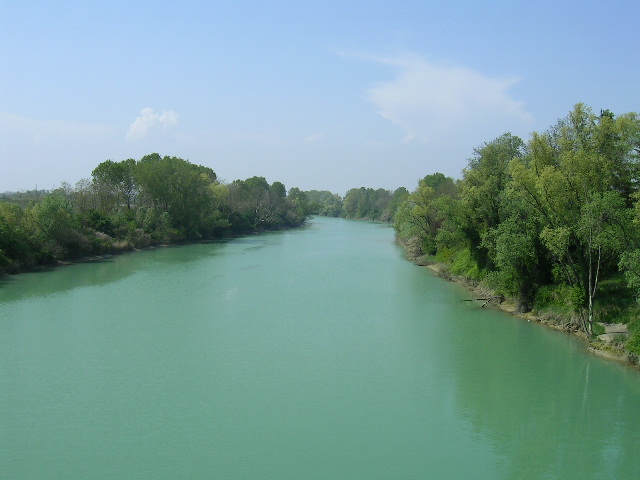
П'яве біля Сан-Дона

Після перетину Понте делла Пріула в Ловадіні, де її русло досягає максимальної ширини (близько 800 м), П'яве розгалужується на два рукави, утворюючи Граве ді Пападополі. На північ від Понте-ді-П'яве дві гілки з'єднуються, а відразу після цього біля Сальгареди його гравійне русло закінчується, набуваючи звивистого вигляду. За Зенсоном, приурочена до високих рукотворних берегів, вона вважається судноплавною. Вона протікає через міста Новента, Фоссалта, місто Сан-Дона та місто Мусіле, де звивисте русло річки з'єднується з прямим урізком приблизно 9 км до Ераклеї, зробленим наприкінці сімнадцятого століття для того, щоб стримувати вхід сміття в лагуну та замулення головного входу в порт, переміщуючи гирло на схід.
Старе русло, відоме як «П'яве Веккіа» (Стара П'яве), залишається активним від «воріт розрізу» в Мусіле, де в Капосіле венеційці відвели Сіле в стародавнє русло П'яве, в результаті чого вона текла в Адріатику між Єзоло та Кавалліно. Від Ераклеї вона тече між високими берегами, а потім впадає в Адріатичне море біля Кортелаццо у комуні Єзоло, провінція Венеція, між містами Венеція ({\displaystyle 33} км) та Трієст ({\displaystyle 83} км).